# Gaujonia
Gaujonia is een geslacht van vlinders van de familie Uilen (Noctuidae), uit de onderfamilie Pantheinae.

## Soorten
- Gaujonia arbosi Dognin, 1891[1]
- Gaujonia bichu Martinez, 2020[2]
- Gaujonia chiqyaq Martinez, 2020[2]
- Gaujonia kanakusika Martinez, 2020[2]
- Gaujonia sourakovi Martinez, 2020[2]

### Synoniemen
- Gaujonia arbosioides Dognin, 1894[3] => Millerana arbosioides (Dognin, 1894)
- Gaujonia renifera Hampson, 1913[4] => Oculicattus renifera (Hampson, 1913)
- Gaujonia vau-nigrum Hampson, 1913[4] => Cicadoforma vau-nigrum (Hampson, 1913)